# SDSS J112740.48+565309.8
SDSS J112740.48+565309.8 ist eine Galaxie im Sternbild Großer Bär am Nordsternhimmel, die schätzungsweise 3,4 Milliarden Lichtjahre von der Milchstraße entfernt ist. Im selben Himmelsareal befindet sich u. a. die Galaxie NGC 3683.